# Commission des écoles catholiques de Montréal
La commission des écoles catholiques de Montréal (CECM) était une commission scolaire qui regroupait les écoliers et les élèves catholiques de l'île de Montréal tant francophones qu'anglophones. Elle a accueilli 67 % de la population montréalaise pendant plus de 150 ans.

## Historique
La plus grande commission scolaire du Québec, est créée le 9 juin 1846 séparément du réseau d'écoles protestantes, pour recevoir les immigrants Irlandais catholiques. La première école de cette commission scolaire fut l'Académie Commerciale Catholique de Montréal, qui deviendra l'école Le Plateau dans un nouvel édifice construit en 1931 au cœur du parc La Fontaine. Inaugurée en 1932, elle sert de lieu d'enseignement; mais contient aussi une salle de concert moderne de 1307 places où l'Orchestre de la Société des concerts symphoniques de Montréal, l'ancêtre de l'OSM, présente son premier concert, en 1935 dans le nouvel auditorium. L'ouest anglophone de Montréal avait déjà son orchestre; donc l'OSM deviendra le premier orchestre dans la partie est de Montréal.

## Éducation
En 1847, elle s'occupe de 377 enfants. En 1917, ce nombre est passé à 75 000 élèves. Une première école maternelle est créé en 1914. L'Alliance des professeurs catholiques est fondée en 1919. 
La communauté juive, qui n'a pas assez d'écoles pour elle-même, choisit d'envoyer ses enfants dans les écoles protestantes, qui sont mieux financées. En effet, les marchands anglophones fortunés McGill, Molson, Redpath, etc. aident au financement.  
L'enseignement primaire supérieur est mis sur pied pendant les années 1920. Pendant les années 1930, on commence à distribuer du lait et la première école pour handicapés est ouverte.
Un comité des Néo-Canadiens est mis sur pied en 1947 pour mieux accueillir les Juifs, Hindous, Bouddhistes et Sikhs qui arrivent au Canada.[réf. nécessaire]
Les professeurs menacent de faire la grève en 1945. Le syndicaliste Léo Guindon est congédié par la commission en 1948. En janvier 1949, une longue grève paralyse la commission. 
Le secteur anglais de la CECM devient indépendant en 1963. En 1964, le ministère de l'Éducation du Québec prend l'autorité sur le Conseil de l'instruction publique, qui était dirigé par des laïcs et des évêques. 
La population scolaire atteint un sommet en 1970 avec 229 000 élèves et 400 écoles. Les commissaires sont élus pour la première fois en 1973. En 1981, le gouvernement Lévesque restreint l'accès du clergé dans les écoles. 
En 1982, les commissaires se prononcent en faveur d'un programme pour l'éducation à la sexualité. En 1990, la commission adopte une politique d'usage du français.

## Fin de la CECM
La CECM fait l'objet d'un recours collectif de la part du Mouvement laïque québécois, qui s'oppose à la confessionnalité des élections scolaires, pendant les années 1990. 
Dans la CECM, il y avait deux partis politiques qui s'affrontaient pour le pouvoir : le Regroupement scolaire confessionnel catholique de Michel Pallascio (RSM) et le Mouvement pour une école moderne et ouverte laïciste (MEMO) de Diane De Courcy. 
En 1996, la commission accueillait un total de 131 000 écoliers et élèves évoluant à un rythme normal dans 229 écoles différentes. Dans les faits, il était avéré que beaucoup de professeurs et directeurs n'étaient pas catholiques ou ne menaient pas une vie d'inspiration chrétienne. 
Elle a été supprimée le 1er juillet 1998 par la réforme Marois pour laïciser les écoles publiques montréalaises. Son dernier président est Yves Archambault
Ainsi, la CECM fut fusionnée avec la Commission des écoles protestantes du Grand Montréal (CGPM), la loi sur l'instruction publique ayant été modifiée. 
Depuis 1998, les commissions scolaires n'étaient plus séparées en fonction de la religion, mais en fonction de la langue. La commission scolaire de Montréal, (CSDM), la commission scolaire Marguerite-Bourgeoys (CSMB), et la Commission scolaire de la Pointe-de-l'Île étaient francophones alors que la Commission scolaire English-Montréal et la Commission scolaire Lester-B.-Pearson étaient anglophones.
Diane De Courcy du MEMO était la présidente de la CSDM entre 1998 et 2012.